# 金闕帝君三元真一經
《金闕帝君三元真一經》，撰人不詳，約出於南北朝，依託仙人涓子授青童君，言存守三元真一法術。收入《正統道藏》洞真部方法類，又見《雲笈七籤》卷五十、《素靈大有妙經·太上大洞守一內經法》。《登真隱訣》與《素靈大有妙經》皆引述此經。

## 題解
金闕帝君，即上淸後聖帝君，為玉宸大道君的化身。《淸微仙譜》記載上淸後聖帝君，李弘元；一名玄水，字子光；一字山淵，為地皇之後代。出生於於北國天剛山下，李氏之家。母親夢見「玄雲日月」纏其身形，感而生孕金闕後聖帝君。

三元真一之法，為金闕帝君所授，涓子剖鯉魚腹而得之。《紫陽真人内傳》稱：
涓子，似齊人。少好餌朮，接食其精，精思感天。後釣於河澤，見東海小童語之曰：「釣得鯉者剖之。」後果得而剖魚腹，獲金闕帝君守三元真一之法。
類似的故事也出現在《上清金闕帝君五斗三一圖訣》：「後聖金闕君所受《三元真一經》、《太極帝君真符》、《五斗真一經》、《大極帝君寶章》，凡四訣。後以傳仙人涓子。涓子釣河獲鯉，剖得青玉函，發視獲二符二經法是也。此太上內隱法，地真之上道，亦得朝宴上清，遊眄太極，飛遨空洞，寢息昆玄矣。」
三元真一為上清「存神」之術。三元為人身的三個部位，兩眉間，上丹田；心，絳宮，中丹田；臍下三寸，下丹田；合三丹田。人身內三丹田之主司神祇，皆稱「真一」或「一」。「守一」即是在使三宮之真一君能固守吾身內各宮，使諸宮不空，得以長生不死。

## 內容
經文敘述存思三元真一之法。即「上一」為一身之天帝，「中一」為絳宮之丹皇，「下一」為黃庭之元王，並監統身中二十四氣，以應太微二十四真。兩眉間卻入三寸泥丸宮為上丹田，心絳宮為中丹田，臍下三寸為下丹田。赤子，真人，嬰兒，分別居此三田。若能存守三一，專精不散，一心念一，注心一神，可達經中所稱「氣結為精，精感為神，神化為嬰兒，嬰兒上為真人，真人升為赤子」的境界。經中還詳述神真名諱服飾及春夏秋冬存思三一之法與祝誦咒文。
「守三一」似乎是上清存神之術最基礎的修鍊法；六朝之修道者，常借由「守三一」，進而修「守洞房」、「守玄丹宮」等諸法。《紫陽真人內傳》說：「守三一得為地仙，守洞房得為真人，守玄丹升太微宮也」。
三一與三卿手上各自握有經符，其中上一帝卿執《大洞真經》，輔皇卿執《大有妙經》，弼卿執《太上素靈經》。張超然認為，這樣的安排是為了將三一修法與其他高階上清修法進行連繫，意味著透過三一之道的修習，得見三一與三卿之後便能獲致更高階的修法，邁向下一階段的修習之路。